# Elizabeth Berkley
Elizabeth Berkley (28 de julho de 1972) é uma atriz e personalidade em reality shows dos Estados Unidos da América. Os papéis mais notáveis de Berkley foram como Jessie Spano na série de televisão Saved by the Bell, e como Nomi Malone no filme Showgirls, de Paul Verhoeven.

## Primeiros anos
Berkley nasceu e cresceu em Farmington Hills, uma comunidade localizada entre os subúrbios do norte de Detroit, no próspero condado de Oakland, Michigan . Ela é filha de Jere, dono de uma loja de presentes, e Fred Berkley, advogado. Ela tem um irmão mais velho, Jason. A família de Berkley é judia. Ela foi criada numa família praticante do Judaísmo conservador, e aos 12 anos teve um Bat Mitzvah. Berkley nasceu com heterocromia, a condição de íris de cores diferentes; o olho direito é meio verde e meio marrom, e o olho esquerdo é todo verde. Ela também tem uma toupeira na testa que ela cobre com maquiagem de camuflagem, citando que foi um incômodo para ela crescer, depois de gritar. Ela se formou em 1990 na North Farmington High School, em Farmington Hills, depois de ter frequentado a Cranbrook Kingswood School, uma escola particular em Bloomfield Hills.
Desde tenra idade, ela dançou, e ela praticou em uma sala que seus pais arranjaram para ela no porão de sua casa. Ela fez o teste para o papel principal no filme Annie, mas foi recusado. Como seu amor pela dança aumentou, ela se tornou mais interessada em segui-lo profissionalmente, viajando para Nova York para treinar com outros dançarinos e coreógrafos. Ela começou a participar de vários balés, incluindo Swan Lake e em 1983 ela apareceu em alguns musicais.

## Carreira
Berkley era um modelo adolescente para a Elite antes de seguir carreira como ator. Ela fez sua estréia no cinema em 1987 com um papel no filme de televisão Frog e depois disso, fez uma série de aparições em vários programas de televisão. Em 1989, na idade de dezessete anos, ela fez o teste para o papel de Kelly Kapowski em Saved by the Bell, mas os produtores do show não podiam decidir se a escalar ou Tiffani-Amber Thiessen. No final, eles criaram para Berkley o personagem Jessie Spano, um papel que ela desempenhou de 1989 a 1993, bem como em ambos os filmes da série.
Depois de deixar Saved by the Bell para tentar entrar no cinema, Berkley fez um teste para (e ganhou) o papel de Nomi Malone, uma personagem do polêmico filme Showgirls, de Paul Verhoeven, de 1995. O filme com nudez e sexo recebeu uma controversa avaliação NC-17 nos Estados Unidos (o primeiro filme de grande orçamento que deveria receber essa classificação), foi uma bomba de bilheteria, e foi amplamente criticada pelos críticos. Berkley foi deixada pelo agente dela; devido às consequências negativas do filme, outros agentes se recusaram a receber seus telefonemas. Ao longo dos anos, no entanto, Showgirls alcançou status cult entre os fãs de cinema e ocupa o 36 na Entertainment Weekly lista dos Top 50 Cult Movies.
Berkley foi escalada para o papel-título no anime filme Armitage III: Poly Matrix, que também estrelou Kiefer Sutherland, e aceitou um pequeno papel em The First Wives Club, uma comédia estrelada por Diane Keaton, Goldie Hawn e Bette Midler. Ela então interpretou um corpo de Madonna chamado Tina no filme independente The Real Blonde. Ela atuou em papéis coadjuvantes em filmes independentes como The Taxman, Tail Lights Fade, Roger Dodger e Moving Malcolm. Ela também tinha um pequeno papel como uma garota de programa contratado por Al Pacino 'caráter s em Oliver Stone' drama esportivo s Um Domingo Qualquer, bem como um papel de apoio fundamental na Woody Allen 's The Curse of the Jade Scorpion.
Berkley apareceu no palco ao lado de Eddie Izzard por seu papel como Honey na versão teatral de Lenny em 1999. Ela fez sua estréia na Broadway na comédia Sly Fox, contracenando com Richard Dreyfuss em fevereiro de 2004, três meses após seu casamento com o artista Greg Lauren. Ela substituiu Catherine Keener como Bonnie na produção Off Broadway de 2005 de Hurlyburly de David Rabe, aparecendo ao lado de Ethan Hawke, Parker Posey e Bobby Cannavale.
Berkley recebeu muitos elogios por seu papel em Hurlyburly, com Charles Isherwood, do The New York Times, chegando até a pedir desculpas a ela por suas críticas passadas à sua capacidade, afirmando que o fato de ela se manter "entre essa companhia qualificada de cena". ladrões é um testemunho de quanto o talento dela cresceu ". Em 2006, ela apareceu no sexto anual 24 Horas Plays ao lado de Jennifer Aniston, Rosie Perez e Lili Taylor, em que seis escritores, seis diretores, 24 atores e equipes de produção têm 24 horas para escrever, dirigir e executar seis jogadas minuciosas.
Berkley tem sido visto em muitos papéis dramáticos na televisão, estrelado por séries como CSI: Miami, NYPD Blue, Without a Trace, Threshold e Law & Order: Criminal Intent .     Ela teve um papel recorrente na sitcom bem sucedida e aclamada pela crítica Titus, no qual ela interpretou a irmã do personagem-título, Shannon. Ela também estrelou o Lifetime filme de televisão Student Seduction, no qual ela interpretou Christie Dawson, um professor do ensino médio injustamente acusado de assédio sexual por um de seus alunos que se torna obcecado com ela. Isto foi seguido por outro filme feito para a televisão em 2007, intitulado Viúva Negra no qual ela interpretou uma mulher suspeita de matar seus maridos por seu dinheiro. O filme Meet Market, que ela estrelou junto com Julian McMahon, Krista Allen e Aisha Tyler, foi lançado diretamente para o DVD em 2008.
Em 2008, Berkley assinou contrato para estrelar em um arco multi-episódio de CSI: Miami, em que ela interpreta a ex-amante de Horatio Caine ( David Caruso ), Julia Winston, que também é a mãe de seu filho recentemente descoberto. Os episódios em que Berkley apareceu foram muito bem avaliados e todos eles aparecem no top 10 da Nielsen. Ela desde então apareceu no final da sexta temporada do programa.
Berkley sediou a Reality Show do Bravo, Step It Up and Dance, uma competição que mostra as façanhas de 10 dançarinos que competem uns contra os outros para ganhar um prêmio em dinheiro de $ 100.000, bem como a oportunidade de trabalhar e se apresentar para alguns dos países. principais coreógrafos. O show estreou em abril de 2008 no Bravo e foi cancelado após a primeira temporada. O show saiu como o mais forte da rede em seu horário (10 / 11c) com 826.000 espectadores. O show continuou com bom desempenho durante toda a temporada, com uma média de 756.000 espectadores por semana - dos quais 522.000 tinham entre 18 e 49 anos - e ajudou a contribuir para o abril de maior audiência de sempre do Bravo. De acordo com Berkley, hospedar o show é um trabalho muito gratificante. Ela foi citada dizendo que ela "investiu nos dançarinos" porque se tornou amiga de muitos deles nos bastidores.
Durante a turnê de imprensa para Step It Up e Dance, Berkley apareceu em vários shows, incluindo vários programas de notícias da manhã, Jimmy Kimmel Live da ABC ! O molho de Fuse TV, E! Chelsea Ultimamente, The Big Idea da CNBC com Donny Deutsch e The View da ABC . Enquanto em The View, ela falou de sua admiração pelo co-apresentador Whoopi Goldberg, chamando-a de "um ser extraordinário". Sua aparição no show foi única em que ela trouxe as senhoras dos sapatos show tap e ensinou-lhes uma pequena rotina de dança. Berkley estrelou ao lado de Thomas Jane no curta-metragem dirigido por David Arquette, The Butler's in Love, que estreou no Mann's Chinese Theatre, em Los Angeles, em junho de 2008.
Em 2009, Berkley estrelou em um arco multi-episódio da série Showtime The L Word, durante sua sexta e última temporada. Ela interpretou Kelly Wentworth, uma garota hetero que se afastou do personagem de Jennifer Beals, Bette Porter, na faculdade. Berkley e Beals são os melhores amigos da vida real, tendo trabalhado anteriormente no filme independente de 2002 Roger Dodger. Berkley continuou com o trabalho na televisão, reprisando seu papel como Julia Winston em CSI: Miami, aparecendo em mais três episódios, incluindo o final da sétima temporada. Na sequência do sucesso de culto Donnie Darko, S. Darko, ela interpretou Trudy, uma ex-viciada em drogas que se tornou cristã de novo e se apaixona por seu pastor. Ela também apareceu como Tracy na comédia de 2009 Women in Trouble.
Durante a aparição de Berkley no Late Night com Jimmy Fallon em junho de 2009, ela salvou pelo co-estrela de Bell Mark-Paul Gosselaar - como Zack Morris - expressou seu desejo de participar da "reunião de classe" de Jimmy Fallon. membros do elenco original do programa e revelou que Berkley também concordou em participar da reunião. Dennis Haskins, Lark Voorie, Mario Lopez, Elizabeth Berkley e Mark-Paul Gosselaar concordaram em uma reunião. Gosselaar reprisou seu papel como Zack Morris no Late Night em 8 de junho de 2009, enquanto promovia seu então atual drama da TNT, Raising the Bar . A entrevista farsa fechou com uma performance de "Friends Forever", originalmente de Zack Attack, onde Zack tocou guitarra e cantou com apoio da banda de Fallon, The Roots. Tiffani Thiessen postou um vídeo de paródia para o site on-line Funny or Die, onde ela disse que estava muito ocupada para participar de uma reunião.
Em 2011, Berkley interpretou o papel feminino principal no filme original Lucky Christmas do Hallmark Channel, sobre uma mulher que ganha na loteria apenas para recuperar o ingresso do porta-luvas de seu carro roubado. O filme estreou no Hallmark Film Channel em 12 de novembro de 2011.
Em setembro de 2013, Berkley foi anunciado como um dos competidores na 17ª temporada de Dancing with the Stars. Ela fez uma parceria com Valentin Chmerkovskiy. Eles foram eliminados na 9ª semana de competição e ficaram em 6º lugar, apesar de receberem altas pontuações nos juizes. Várias pontuações perfeitas foram conquistadas e premiadas por juízes especialistas. Em última análise, no entanto, o voto do público eliminou sua equipe com base nas métricas de popularidade usadas pelo programa.
Em 2014, o filme de TV " The Unauthorized Saved by the Bell Story" foi ao ar, com a atriz Tiera Skovbye interpretando Berkley. Em 4 de fevereiro de 2015, Berkley se reuniu com Mark-Paul Gosselaar, Mario Lopez, Dennis Haskins e Tiffani Thiessen em The Tonight Show Estrelando Jimmy Fallon, onde eles apareceram em um esboço de Saved by the Bell com Fallon.

### Ask-Elizabeth
Em 2006, Berkley montou um programa de autoajuda on-line para garotas adolescentes chamado Ask-Elizabeth. O site foi criado quando o marido Greg Lauren comentou sobre o número de garotas que vieram até ela pedindo conselhos e brincou que ela deveria ter sua própria coluna. Ela se reúne regularmente com garotas para discutir assuntos e tópicos diferentes e para ajudá-las com qualquer problema que estejam passando e falar de seus próprios problemas no passado.
Ask-Elizabeth também foi o título de trabalho de um Reality Show com foco no sucesso do programa e seus esforços contínuos para ajudar as meninas em todo o país. O show, produzido pela MTV, destaque Berkley viajar pelos Estados Unidos a olhar para as questões e temas mais importantes para os adolescentes. Amy Bailey, vice-presidente de desenvolvimento da divisão News and Documentaries da MTV, disse que Berkley abordou a MTV com a ideia. "Ela faz essas oficinas em todo o país com garotas adolescentes e faz com que elas realmente se abram sobre questões de auto-estima e corpo", disse Bailey. "Estávamos procurando por um programa que abordasse os mesmos problemas, então parecia um casamento perfeito." O status do show em si é desconhecido, como era esperado para estrear no final de 2008, mas a produção já foi adiada indefinidamente.
Em 2011, Berkley publicou Ask-Elizabeth, um livro de auto-ajuda para meninas adolescentes que tirou das oficinas que realizou para o programa Ask-Elizabeth.

## Vida pessoal

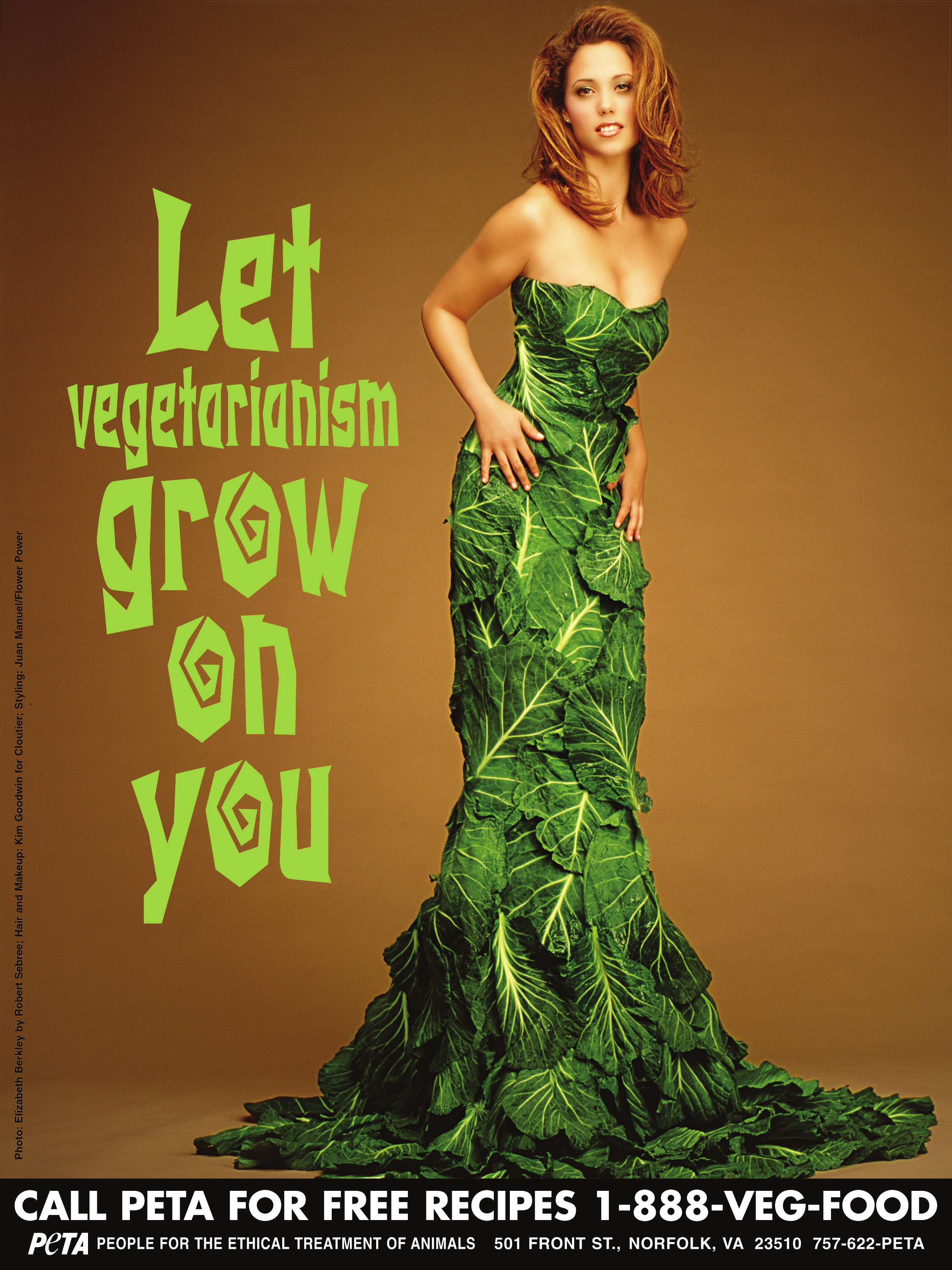
Berkley em um anúncio para a PETA

Berkley é uma ativista dos direitos dos animais e, em 1997, vestiu um vestido de US$ 600 feito inteiramente de couve para a campanha "Lettuce Be Lean", patrocinada pela PETA para tentar incentivar as pessoas a abraçar o vegetarianismo. Em 2008 e 2009, ela estava entre um número de celebridades incluídas em uma pesquisa online da PETA para selecionar o "Vegetariano mais sexy do ano".
Em 2000, Berkley foi tangencialmente envolvida em uma ação de US$ 45 milhões quando o ator e roteirista Roger Wilson entrou com uma ação contra Leonardo DiCaprio, alegando que DiCaprio tinha incentivado seus amigos a assaltarem Wilson em uma briga de rua, relacionada com convites para socializar dirigidas a Berkley.
Em 1º de novembro de 2003, Berkley se casou com o artista e ator ocasional Greg Lauren no Hotel Esperanza em Cabo San Lucas. Berkley mudou formalmente seu nome para Elizabeth Berkley Lauren; no entanto, ela ainda usa seu nome de solteira profissionalmente. Em 5 de março de 2012, Berkley anunciou que estava esperando seu primeiro filho no verão. Ela deu à luz o filho Sky Cole em 20 de julho de 2012.

## Filmografia

### Filme
| Ano  | Título                                  | Personagem                      | Notas |
| ---- | --------------------------------------- | ------------------------------- | --- |
| 1987 | Frog                                    | Kathy                           | Filme de televisão |
| 1988 | Platinum Blonde                         |                                 | Filme curto |
| 1991 | Point Break                             | Macrame Girl                    | Cena deletada |
| 1992 | Saved by the Bell: Hawaiian Style       | Jessie Spano                    | Filme de televisão |
| 1993 | Molly & Gina                            | Kimberly Sweeny                 | |
| 1994 | Round Up                                | Tiffany                         | Inédito |
| 1994 | Bandit Goes Country                     | Beth                            | Filme de televisão |
| 1994 | Saved by the Bell: Wedding in Las Vegas | Jessie Spano                    | Filme de televisão |
| 1995 | White Wolves II: Legend of the Wild     | Crystal                         | |
| 1995 | Showgirls                               | Nomi Malone                     | Golden Raspberry Award for Worst ActressGolden Raspberry Award for Worst New StarNomeado—Golden Raspberry Award for Worst Actress of the CenturyNomeado—Golden Raspberry Award for Worst New Star of the Decade |
| 1996 | Armitage III: Poly-Matrix               | Naomi Armitage (voice)          | Filme em Anime |
| 1996 | The First Wives Club                    | Phoebe LaVelle                  | National Board of Review Award for Best Cast |
| 1997 | The Real Blonde                         | Tina                            | |
| 1998 | Random Encounter                        | Alicia 'Allie' Brayman          | |
| 1999 | Taxman                                  | Nadia Rubakov                   | |
| 1999 | Africa                                  | Barbara Craig                   | |
| 1999 | Last Call                               | Helena                          | |
| 1999 | Tail Lights Fade                        | Eve                             | |
| 1999 | Any Given Sunday                        | Mandy Murphy                    | |
| 2000 | Becoming Dick                           | Maggie                          | Filme de televisão |
| 2001 | The Curse of the Jade Scorpion          | Jill                            | |
| 2001 | The Elevator                            | Celeste                         | Filme de televisão |
| 2001 | The Shipment                            | Candy Colucci                   | |
| 2002 | Cover Story                             | Samantha Noble                  | |
| 2002 | Roger Dodger                            | Andrea                          | |
| 2003 | Detonator                               | Jane Dreyer                     | |
| 2003 | Moving Malcolm                          | Liz Woodward                    | |
| 2003 | Control Factor                          | Karen Bishop                    | Filme de televisão |
| 2003 | Student Seduction                       | Christie Dawson                 | Filme de televisão |
| 2008 | Meet Market                             | Linda                           | |
| 2008 | The Butler's in Love                    | Angelique                       | Filme curto |
| 2008 | Black Widow                             | Olivia Whitfield / Grace Miller | Filme de televisão |
| 2009 | Women in Trouble                        | Tracy                           | |
| 2009 | S. Darko                                | Trudy                           | |
| 2011 | Lucky Christmas                         | Holly Ceroni                    | Filme de televisão |

### Televisão
| Ano       | Título                                 | Personagem                    | Notas |
| --------- | -------------------------------------- | ----------------------------- | --- |
| 1986      | Gimme a Break!                         | Girl No. 1                    | Episódio: "Getting to Know You" |
| 1986      | Silver Spoons                          | Melissa                       | Episódio: "Rick Moves Out" |
| 1988      | Day by Day                             | Lisabeth                      | Episódio: "Girl Wars" |
| 1989–1993 | Saved by the Bell                      | Jessica 'Jessie' Myrtle Spano | 75 episódiosNomeado—Young Artist Award for Best Young Actress in a Primetime SeriesNomeado—Young Artist Award for Outstanding Young Ensemble |
| 1990      | The Hogan Family                       | Ashley                        | Episódio: "California Dreamin': Partes 1 & 2"                                                                                                |
| 1990      | Married People                         | Isabel                        | Episódio: "Once More with Passion" |
| 1990      | Life Goes On                           | Selena                        | Episódio: "La Dolce Becca" |
| 1992      | Raven                                  | Deborah                       | Episódio: "The Death of Sheila" |
| 1992      | Step by Step                           | Lisa Morgan                   | Episódio: "J.T.'s World" |
| 1992      | Baywatch                               | Courtney Bremmer              | 2 episódios |
| 1993      | Crossroads                             | Jen                           | Episódio: "Paradise Found" |
| 1994      | Diagnosis: Murder                      | Shannon Thatcher              | Episódio: "Flashdance with Death" |
| 1994      | Burke's Law                            | Heather Charles               | Episódio: "Who Killed the Beauty Queen?" |
| 1997      | Perversions of Science                 | Ruth                          | Episódio: "Planely Possible" |
| 1999      | Brother's Keeper                       | Amy                           | Episódio: "You Are Me" |
| 2000      | Jack & Jill                            | Gabi                          | Episódio: "Under Pressure" |
| 2000      | NYPD Blue                              | Nicole Graf                   | 2 episódios |
| 2001–2002 | Titus                                  | Shannon                       | 3 episódios |
| 2002      | The Twilight Zone                      | Marisa Sanborn                | Episódio: "Sanctuary" |
| 2003      | CSI: Crime Scene Investigation         | Renée, Foam Dancer            | Episódio: "Lady Heather's Box" |
| 2004      | Without a Trace                        | Post-Makeover Lynette Shaw    | Episódio: "American Goddess" |
| 2005      | Threshold                              | Christine Polchek             | Episódio: "Progeny" |
| 2006      | Law & Order: Criminal Intent           | Danielle Quinn                | Episódio: "Dollhouse" |
| 2008–2009 | CSI: Miami                             | Julia Winston                 | 9 episódios |
| 2009      | The L Word                             | Kelly Wentworth               | 4 episódios |
| 2013      | Dancing with the Stars                 | Herself                       | 14 episódios |
| 2014      | Melissa & Joey                         | Dr. Kathryn Miller            | Episódio: "Couples Therapy" |
| 2015      | Dinner at Tiffani's                    | Herself                       | "Girl's Night In" |
| 2015      | The Tonight Show Starring Jimmy Fallon | Jessie Spano                  | 1 episódio |
| 2016      | New Girl                               | Becky Cavatappi               | Episódio: "The Apartment" |